# NGC 3008
NGC 3008 este o galaxie LINER situată în constelația Ursa Mare. A fost descoperită în 25 ianuarie 1851 de către William Parsons, 3rd Earl of Rosse⁠(d).